# Stina Rock
Der Stina Rock ist ein 33 m hoher und kegelförmiger Klippenfelsen an der Nordküste und nahe der nordwestlichen Spitze Südgeorgiens. Er liegt etwa 150 m vor dem Cape Pride auf der Ostseite der Einfahrt zur Elsehul.
Wahrscheinlich war es Lieutenant Commander John M. Chaplin (1888–1977) von der Royal Navy, Vermessungsoffizier auf der RRS Discovery von 1925 bis 1927 und Leiter der hydrographischen Vermessungsmannschaft auf Südgeorgien von 1928 bis 1930, der 1930 bei Vermessungsarbeiten in der Elsehul dem Felsen den Namen Pillar Rock (englisch für Säulenfelsen) gab. Da dieser jedoch für den Pillar Rock im weiter westlich gelegenen Bird Sound geläufiger ist, entschied sich das UK Antarctic Place-Names Committee im Jahr 1957 zu einer Umbenennung. Namensgeber ist der damals zu einem Feuerschiff umfunktionierte Walfänger Stina der South Georgia Whaling Company in Leith Harbour.